# Quan Zhou
Quan Zhou (* 20. August 1984) ist ein professioneller chinesischer Pokerspieler.

## Pokerkarriere
Seine ersten Live-Turnierpreisgelder gewann der Chinese ab Juni 2011 in der asiatischen Glücksspielmetropole Macau.
Mitte Dezember 2013 belegte er beim Main Event der World Poker Tour in Seoul den mit 6200 US-Dollar dotierten zwölften Platz. Ebenfalls in Seoul gewann er im April 2014 das High Roller der Asia Pacific Poker Tour (APPT) und sicherte sich den Hauptpreis von umgerechnet rund 75.000 US-Dollar. Ende Mai 2014 wurde er beim High Roller der APPT in Macau Zweiter und erhielt aufgrund eines Deals mit zwei anderen Spielern ein Preisgeld von umgerechnet knapp 165.000 US-Dollar. Bei der European Poker Tour (EPT) in Prag erzielte Zhou im Dezember 2014 seine erste Live-Geldplatzierung außerhalb Asiens. Im Juni 2015 war er erstmals bei der World Series of Poker (WSOP) im Rio All-Suite Hotel and Casino am Las Vegas Strip erfolgreich und kam bei zwei Turnieren in die Geldränge, wobei ein Event in der Variante Pot Limit Omaha und das andere in No Limit Hold’em gespielt wurde. Mitte Januar 2016 wurde der Chinese beim APPT-Main-Event in Macau Zweiter und erhielt rund 90.000 US-Dollar. Anfang März 2016 saß er beim High-Roller-Turnier der APPT Macau erneut am Finaltisch und beendete diesen auf dem dritten Platz, der mit umgerechnet mehr als 120.000 US-Dollar prämiert wurde. Beim EPT High Roller in Monte-Carlo belegte Zhou Anfang Mai 2016 den 18. Platz, der ihm über 65.000 Euro einbrachte. Im April 2017 setzte er sich bei einem eintägigen High Roller der PokerStars Championship (PSC) in Macau durch und sicherte sich eine Siegprämie von umgerechnet knapp 470.000 US-Dollar, was das bisher höchste Preisgeld seiner Karriere darstellt. Bei der PSC in Barcelona erreichte der Chinese Ende August 2017 zwei Finaltische, die ihm Preisgelder von knapp 300.000 Euro einbrachten. Bei der WSOP 2019 erzielte er 12 Geldplatzierungen. Sein höchstes Preisgeld von knapp 45.000 US-Dollar erhielt er dabei für seinen 256. Platz im Main Event. Im Dezember 2019 entschied Zhou das Main Event der TJPT China Poker Series Championship in Tianjin für sich und erhielt den Hauptpreis von umgerechnet über 140.000 US-Dollar.
Insgesamt hat sich Zhou mit Poker bei Live-Turnieren knapp 2,5 Millionen US-Dollar erspielt.